# 8755 Querquedula
A 8755 Querquedula (ideiglenes jelöléssel 4586 P-L) egy kisbolygó a Naprendszerben. Cornelis Johannes van Houten, Ingrid van Houten-Groeneveld és Tom Gehrels fedezte fel 1960. szeptember 24-én.